# Francisco de Mora
Francisco de Mora (Cuenca, 1553 circa – Madrid, 1610) è stato un architetto spagnolo del Rinascimento.
Era lo zio dell'architetto Juan Gómez de Mora e dell'umanista Baltasar Porreño.
È considerato uno dei grandi rappresentanti dell'architettura herreriana, dal nome dell'architetto più famoso del Rinascimento spagnolo, Juan de Herrera, uno stile che si sviluppò nell'ultimo terzo del XVI secolo, un lavoro che anticipava le varie correnti barocche che si imposero nel XVII secolo.
Realizzò il Convento di San José (Avila) e il Palazzo Ducale di Lerma, i cui progetti ebbero una grande influenza nell'architettura religiosa e civile.

## Biografia
Studiò con l'architetto Juan de Herrera, lavorando con lui all'Alcázar di Segovia e al Monastero dell'Escorial. Dopo la morte del suo maestro, nel 1597, continuò la costruzione di quest'ultima opera, con la galleria di Convalecientes e gli appartamenti per l'entourage reale.
La maggior parte della sua carriera venne svolta a Madrid. Come parte del trasferimento della capitale spagnola da Toledo a Madrid da parte di Filippo II, i funzionari della città, incluso Gaytán de Ayala, iniziarono a cercare di modificare Plaza del Arrabal, dove si trova l'attuale Plaza Mayor. Nel 1581 Juan de Herrera presentò il suo progetto a Juan de Ibarra, segretario degli edifici reali, sulla sistemazione di questa piazza. Nel 1608, Francisco de Mora fu incaricato di studiare un piano per rettificare la Plaza Mayor 
Nel 1591 fu nominato maestro delle opere reali, e l'anno successivo, principale capomastro della città di Madrid, funzioni che mantenne fino alla sua morte. Contemporaneamente a questi compiti, modificò la facciata meridionale del Real Alcázar di Madrid e costruì la Chiesa di San Bernabé a san Lorenzo de El Escorial (1594-1595).
A Madrid ricostruì il Convento di Santa Isabel (1596), modificando l'edificio costruito da Antonio Pérez, e redasse i piani per la cappella del Convento di Nuestra Señora de Atocha (1598), ricostruita nel XX secolo come una basilica reale. Intorno al 1600 restaurò il Convento di San Felipe el Real.
Fuori dalla capitale, costruì la chiesa del Monastero di Santiago de Uclés, a Uclés, nella provincia di Cuenca, completata nel 1598.
La sua opera principale fu però la costruzione della città di Lerma. Il duca di Lerma, Francisco Gómez de Sandoval y Rojas, gli affidò il progetto di costruzione della città dove voleva innalzare il suo palazzo. La sua costruzione iniziò nel 1601 e fu completata sette anni dopo la sua morte, nel 1617. Le opere da lui realizzate sono caratterizzate dall'architettura herreriana, con uno stile molto ordinato e una geometria equilibrata. Questo lavoro ha avuto una grande influenza sull'architettura spagnola successiva.
Nel 1604 iniziò la costruzione del Convento Francescano della Velada e fece i progetti per la Chiesa di San Bernardo a Oropesa.
Tra i suoi ultimi lavori vi sono la Chiesa del Convento di San José ad Ávila, iniziata nel 1607, la facciata principale dell'Ospedale di Santiago a Cuenca, per il quale firmò i progetti nel 1608, e il nuovo edificio del Convento di Las Descalzas Reales, a Valladolid.
Lavorò in stretta collaborazione con suo nipote, Juan Gómez de Mora, tanto che in diverse opere è difficile capire cosa abbia fatto l'uno o l'altro. Questo è il caso del Palazzo dei Consigli (Palacio de los Consejos) o Palazzo del Duca di Lerma, progettato nel 1609, che può essere attribuito allo zio o al nipote, mentre altre ricerche suggeriscono che sia opera di Alonso de Trujillo. Possiamo anche menzionare il Convento di Nuestra Señora d'Atocha e la Casa de la Panadería che furono completate da suo nipote.